# Херман II (Вид)
Херман II фон Вид-Нойвид (на немски: Herman II von Wied-Neuwied; * 15 април 1581, † 13 октомври 1631) е от 1591 до 1631 г. граф на Вид-Нойвид, от 1613 г. граф на „горното графство“ Вид.
Той е вторият син на Херман I фон Вид (1550 – 1591) и съпругата му графиня Валбурга (Валпурга) фон Бентхайм-Щайнфурт (1555 – 1628), дъщеря на граф Ебервин III фон Бентхайм-Щайнфурт (1536 – 1562). Внук е на граф Йохан IV фон Вид-Рункел и Изенбург (ок. 1505 – 1581).
След смъртта на баща му той управлява от 1591 г. заедно с брат си Йохан Вилхелм († 1633). През 1595 г. графството Вид се разделя от род Рункел на Горен и Долен Вид. Йохан Вилхелм получава „долното графство Вид“, а Херман II от 1613 г. получава „горното графство Вид“. През 1622 г. фамилията отново се разделя, когато граф Херманн II фон Вид изгонва по-малкия си брат Филип Лудвиг I († 1633) от управлението и от замък Рункел.

## Фамилия
Херман II се жени на 20 декември 1613 г. за графиня Юлиана Доротея фон Золмс-Хоензолмс (* 24 март 1592; † 1649), дъщеря на граф Херман Адолф фон Золмс-Хоензолмс (1545 – 1613) и графиня Анна София фон Мансфелд-Хинтерорт (1562 – 1601). Те имат децата:
- Валпурга Магдалена (1614 – 1674), монахиня в Херфорд
- Йоханета Мария (1615 – 1715), омъжена ок. 1650 г. за граф Лудвиг Алберт фон Сайн-Витгенщайн-Ноймаген (1617 – 1664)
- Анна София (1616 – 1694), омъжена ок. 1640 г. за граф Густав Густавсон фон Вазаборг (1616 – 1653), извънбрачен син на шведския крал Густав II Адолф
- Амьона Амалия (1618 – 1680), омъжена на 1 април 1641 г. за граф Лудвиг Христоф фон Золмс-Лих (1618 – 1650), син на Ернст II фон Золмс-Лих и Анна фон Мансфелд-Фордерорт
- Фридрих III фон Вид (1618 – 1698), женен I. на 1 (20) март 1639 г. за графиня Мария Юлиана фон Лайнинген-Вестербург (1616 – 1657), II. на 20 октомври 1663 г. за графиня Филипина Сабина фон Хоенлое-Шилингсфюрст (1620 – 1681), III. на 12 септември 1683 г. за графиня Мария Сабина фон Золмс-Хоензолмс(1638 – 1685), IV. на 5 юни 1686 г. за графиня Конрадина Луиза фон Бентхайм-Текленбург (1647 – 1705)
- Мориц Христиан (1620 – 1653), граф на Вид, женен на 31 март 1642 г. за графиня Катарина Юлиана фон Ханау-Мюнценберг (1604 – 1668)
- Херман (1621 – 1651)
- Йохан Ернст (1623 – 1664), граф на Вид и Рункел, женен на 1 май 1652 г. за графиня Хедвиг Елеонора фон Еверщайн-Наугард (1623 – 1679)
- Луиза Юлиана (1624)
- Фердинанд Вилхелм Лудвиг (1626 – 1633)
- Доротея Сабина (1627 – 1633)
- Елизабет Катарина (1628 – ок. 1649), омъжена 1649 г. за Йохан Вилхелм фон Палант-Брайтенбанд († 1654)
- Вилхелм Лудвиг (1630 – 1664)
- Сибила Кристина (1631 – 1707), омъжена 1651 г. за граф Йохан Лудвиг фон Лайнинген-Вестербург (1625 – 1665)